# والي جولد
والي جولد (بالإنجليزية: Wally Gold)‏ هو مغن مؤلف ومنتج أسطوانات ومغني أمريكي، ولد في 15 مايو 1928، وتوفي في 7 يونيو 1998.

## وصلات خارجية
- والي جولد على موقع IMDb (الإنجليزية)
- والي جولد على موقع ميوزك برينز (الإنجليزية)
- والي جولد على موقع قاعدة بيانات برودواي على الإنترنت (الإنجليزية)
- والي جولد على موقع أول ميوزيك (الإنجليزية)
- والي جولد على موقع أول ميوزيك (الإنجليزية)
- والي جولد على موقع ديسكوغز (الإنجليزية)